# 崔鎬権
崔鎬権（韩语：／ Coe Ho-gwon，1962年12月30日—）是大韓民國的政治人物，現任第42任首爾特別市永登浦區區廳長。

## 選舉
2009年9月進入總統府，歷任行政官，2012年任國家科委規劃管理官，2014年派駐印度大使館任總領事。回國後擔任科學信息通信部國立果川科學館展覽研究室主任，2021年10月辭去公職。從公職退休後，他加入了國民力量黨，並宣布競選永登浦區市長。2022年5月，確定為最終人選。